# 코르스뒤쉬드주의 아롱디스망
코르스뒤쉬드주의 아롱디스망에는 총 2개가 있다.
- 아작시오 아롱디스망 (코르스뒤쉬드 주의 주도 : 아작시오)은 8개의 캉통과 80개의 코뮌이 속해 있다.
- 사르텐 아롱디스망 (준주도 : 사르텐)은 4개의 캉통과 44개의 코뮌이 속해 있다.

## 역사
- 1790년 : 코르시카 주 설치
- 1793년 : 코르시카 주를 두 개의 주로 분할, 지금의 코르스뒤쉬드에 해당하는 리아모네 주에는 디스트리크가 아작시오, 사르텐, 비코로 총 3개가 설치됨
- 1800년 : 아롱디스망 설치 - 아작시오, 사르텐, 비코
- 1811년 : 리아모네 주 폐지, 코르시카 주 복구
- 1976년 : 코르시카 주가 코르뒤쉬드 주 (아작시오, 사르텐)과 오트코르스 주로 분할